# Amtsgericht Berneck
Das Amtsgericht Berneck war ein von 1879 bis 1945 bestehendes bayerisches Gericht der ordentlichen Gerichtsbarkeit mit Sitz in Berneck.

## Geschichte
Ab 1840 bestand ein bayerisches Landgericht älterer Ordnung in Berneck. Anlässlich der Einführung des Gerichtsverfassungsgesetzes am 1. Oktober 1879 wandelte man es in das Amtsgericht Berneck um. Nächsthöhere Instanz war das Landgericht Bayreuth.
Nachdem das Amtsgericht Berneck gegen Ende des Zweiten Weltkrieges zur Zweigstelle des Amtsgerichts Bayreuth herabgestuft und diese Maßnahme im Jahre 1956 bestätigt worden war, erfolgte am 1. Juli 1959 die Aufhebung dieser Zweigstelle durch Verordnung des Bayerischen Staatsministers der Justiz.